# Мостище (Гомельский район)
Мостище (бел. Масці́шча) — посёлок в Поколюбичском сельсовете Гомельского района Гомельской области Республики Беларусь.

## География

### Расположение
В 8 км на север от Гомеля.

## Гидрография
На западной окраине мелиоративный канал.

## Транспортная сеть
Транспортные связи по просёлочной, затем автомобильной дороге Остров — Гомель. Планировка состоит из прямолинейной, почти меридиональной улицы, застроенной двусторонне деревянными домами усадебного типа.

## История
Основан в начале XX века переселенцами из соседних деревень. В 1926 году в Лопатинском сельсовете. В 1929 году жители вступили в колхоз. В 1939 году к посёлку присоединён посёлок Орёл. Во время Великой Отечественной войны в октябре 1943 года немецкие оккупанты сожгли 51 двор и убили 1 жителя. В 1959 году в составе коллективно-долевого хозяйства «Лопатинское» (центр — деревня Лопатино).

## Население

### Численность
- 2004 год — 59 хозяйств, 139 жителей.

### Динамика
- 1926 год — 45 дворов, 221 житель.
- 1940 год — 53 двора, 330 жителей.
- 1959 год — 258 жителей (согласно переписи).
- 2004 год — 59 хозяйств, 139 жителей.

## Известные уроженцы
- Л. В. Шаповалова (род. 9.3.1933) — Герой Социалистического Труда[1].